# Mount Longonots Nationalpark
0°54′55″S 36°27′25″Ø / 0.91528°S 36.45694°Ø
Mount Longonots Nationalpark er en nationalpark omkring vulkanen Longonot i Kenya. Parken ligger lige syd for Naivasha i provinsen  Rift Valley og omkring 90 km nord for Nairobi.
Fra nationalparkens indgang går en sti op til og rundt langs vulkanens krater. I området findes blandt andet zebraer, antiloper, giraffer og bøffler.
Klimaet i parken er varmt og tørt , med en gennemsnitlig årsnedbør på mellem 510 og 760 millimeter regn. De højeste temperaturer svinger mellem 26 og 30 grader.
Vulkanen Longonot havde sit seneste udbrud i 1860.